# Circus Mircus
Circus Mircus è un gruppo musicale georgiano formato a Tbilisi nel 2020.
Hanno rappresentato la Georgia all'Eurovision Song Contest 2022 con il brano Lock Me In.

## Storia
I Circus Mircus, i cui membri hanno deciso di restare anonimi esibendosi con degli pseudonimi, hanno condiviso una storia secondo cui il gruppo si sarebbe formato nel 2020 dopo che il circo per cui lavoravano li ha licenziati perché non erano «abbastanza bravi, probabilmente i peggiori nella troupe». Il gruppo ha iniziato a pubblicare musica dallo stesso anno.
Il 14 novembre 2021 è stato reso noto che l'emittente GPB ha selezionato internamente i Circus Mircus come rappresentanti georgiani all'Eurovision Song Contest 2022. Il loro inedito, Lock Me In, è stato presentato il 9 marzo 2022. Nel maggio successivo i Circus Mircus si sono esibiti durante la seconda semifinale della manifestazione europea, dove si sono piazzati all'ultimo posto su 18 partecipanti con 22 punti totalizzati, non riuscendo a qualificarsi per la finale.

## Formazione
Attuale
- Ludwig Ramírez (Shota Darakhvelidze)
- Igor Von Lichtenstein (Nika Kocharov)
- Bavonc Gevorkyan (Sandro Sulakvelidze)
- Iago Waitman (Archil Sulakvelidze)

Precedenti
- Damocles Stavriadis

## Discografia

### Album in studio
- 2023 – Furore/Fiasco

### EP
- 2020 – Circus Mircus

### Singoli
- 2021 – The Ode to Bishkek Stone
- 2021 – Semi-Pro
- 2021 – Better Late
- 2021 – Weather Support
- 2021 – Rocha
- 2021 – 23:34
- 2021 – Musicien
- 2022 – Lock Me In
- 2022 – Love Letters
- 2022 – Soul Pop
- 2022 – Realizo (feat. Blolbrst e Tato Rusia)
- 2022 – Lizard in a Fish Tank (feat. Qaji Todia)
- 2023 – Pin-Drop Mind
- 2023 – Up is Down
- 2023 – Amerip'is khma (Voice of America)